# Lo mejor que le puede pasar a un cruasán (película)
Lo mejor que le puede pasar a un cruasán es una película española de comedia de 2003 dirigida por Paco Mir y protagonizada por Pablo Carbonell. Está basada en la novela homónima escrita por Pablo Tusset.

## Sinopsis
Pablo Miralles (Pablo Carbonell) es un treintañero que todavía no quiere dejar pasar la adolescencia, y el núcleo de su personalidad se aferra a ella. Un día desaparece su hermano Sebastián (José Coronado), y su esposa le obligará a buscarlo.

## Reparto
| Intérprete            | Personaje                     |
| --------------------- | ----------------------------- |
| Pablo Carbonell       | Pablo Miralles                |
| Pep Ferrer            | Luigi                         |
| Nathalie Seseña       | Fina                          |
| Jose Coronado         | Sebastián Miralles            |
| Marta Belaustegui     | Gloria                        |
| Amparo Valle          | Beba                          |
| Anna Maria Barbany    | La madre                      |
| Arsenio Corsellas     | El padre                      |
| André Oumansky        | Pierre François               |
| Irene Montalà         | Carmela                       |
| Lola Marceli          | Lali o Beatriz                |
| Carlos Heredia        | John                          |
| Josep Maria Gimeno    | Robellades                    |
| Antonio del Valle     | Roberto                       |
| Mercè Puy             | Secretaria Oficina Miralles   |
| Enric Ases            | Pumares                       |
| Manel Sans            | Nico                          |
| Montserrat Masó       | Mari, '¿te chupo los huevos?' |
| Laura Caparros        | 'Señorita' del bar            |
| Pepín Tre             | Guitarra                      |
| Enric Parés           | Batería                       |
| Hernán Rodrigo        | Bajista                       |
| Andy Chango           | El cantante Andy              |
| Paco Mir              | El urbano Leoncio             |
| Kiko Lanau            | El urbano Tristán             |
| Mileto                | Habitual de bar               |
| Santi Mir             | Habitual de bar               |
| Mariona Blanch        | La porreta                    |
| Miguel Ángel González | Mathausen, el colgao          |
| Inma Ochoa            | Señora perro                  |
| Pilar Mir             | Clienta cibercafé             |
| Judith Secanell       | Verónica                      |
| Vicente Gil           | Mariano Altaba, el Jardinero  |
| Albert Dueso          | Ángel, investigador           |
| Joan Galán            | Angelín, el otro inestigador  |
| Pol López             | El Hacker                     |
| Jordi Otero           | Gonzalito                     |
| Max Mir               | El niño del cacaolat          |
| Txiki Berraondo       | Funcionaria correos           |
| Margarita Calatayud   | Tia Asunción                  |
| Jaume Pla             | Tio Frederic                  |
| Gregor Acuña-Pohl     | Limpieza ayuntamiento         |
| Oriol Aubets          | Vigilante 2                   |
| Andreu Buenafuente    | Andreu Buenafuente            |
| Carolina Cabrerizo    | Ivana                         |
| Òscar Castellví       |                               |
| Marina Durán          | Guapa                         |
| Carles Gilabert       | El Agente del cepillo         |
| Joan Gràcia           | El señor de la cajita         |
| Fermí Herrero         |                               |
| Benito Morales        | Celador                       |
| Minerva Pons          |                               |
| Toni Romero           | Agente Megáfono               |
| Carles Sans           | Médico                        |
| Sònia Segura          |                               |
| Sílvia Abril          | Chica disco                   |
| Ivan Labanda          |                               |
| Jordi Llordella       |                               |

- Datos: Q610488